# Johann Gottfried Zinn
Johann Gottfried Zinn ( Ansbach, 4 de diciembre de 1727 - Gotinga, 6 de abril de 1759) fue un anatomista y botánico alemán.

## Biografía
A pesar de su corta vida, Zinn realizó una contribución muy importante al conocimiento anatómico. En su libro Descriptio anatomica oculi humani, nos ha legado la primera descripción detallada y comprensiva de la anatomía del ojo humano.
En 1755 inicia su período de profesor de Botánica en la Universidad de Gotinga, así como director del jardín botánico de la misma Universidad. Durante este período sus mayores trabajos y esfuerzos científicos fueron en el campo de la Botánica.
Zinn describió en 1757 al género de orquídeas Epipactis de la familia Orchidaceae.

## Honores

### Eponimia
Su recuerdo perdura por los términos anatómicos Zonula ciliaris Zinnii y en la Circulus arteriosus sclerae = "Círculo arterial de Zinn-Haller" o anillo de Zinn
Las cinias plantas oriundas de México, fueron traídas a Europa en 1753. Carlos Linneo en 1759, las denominó de esta manera en honor a Zinn, su profesor de botánica en la Universidad de Gotinga.

## Obras
- A description of the flora around Gotinga. 1753

- Catalogus plantarum horti academici et agri gottingensis…. 1757

- Descriptio anatomica oculi humani iconibus illustrata. 1765

- La abreviatura «Zinn» se emplea para indicar a Johann Gottfried Zinn como autoridad en la descripción y clasificación científica de los vegetales.[2]